# 湯應求
湯應求，廣西省桂林府靈川縣人，清朝政治人物。
康熙五十九年，廣東鄉試中舉。乾隆三年（1739年）至乾隆十二年（1748年），擔任利川知县，任內卓有功績。后升任鳳陽府同知、署江南六安州知州。